# Püspök Anita
Püspök Anita (Budapest, 1972. február 16. –) magyar festőművész.

## Életpályája
Budapest belvárosában nőtt fel, gyermekkorát áthatotta a művészet és a természet szeretete. Iskolái mellett folyamatosan számos budapesti rajzkörben tanult, többek között Németh Ágnes, Tolvaly Ernő, Kopek Rita és Baska József tanítványa is volt. 
1992 óta festményeit Magyarországon és külföldön egyaránt kiállítja. 
2010-ben nyitotta meg saját galériáját Kapolcson, ahol életvitelszerűen él, és a közönség számára is nyitott műtermében alkot.

## Művészete
Festményei a lírai absztrakcióra épülnek, expresszív, szimbolikus elemekkel. Alkotásai magukban hordozzák a mikro- és a makrovilág összefüggéseit, a természet jelenségeit közelítik meg absztrakt, filozofikus módon. Festményei a rég elfeledett belső egyensúlyt önmagunkban és a kapcsolatunkat a természettel igyekeznek megoldani.

## Tanulmányai
1993-1994 között kirakatrendező és dekoratőr szakiskolát végzett.
A Magyar Képzőművészeti Egyetem Regionális Tehetségkutató Programján folytatta tanulmányait 2005-2006-ban.  
2006-2007 között a Szent István Egyetem Építészmérnöki Karán tanult.
Első diplomáját az ELTE Savaria Egyetem Központban szerezte festészet-grafika szakon 2011-ben.
Komplex Művészetterápia akkreditált pedagógus továbbképzésen vett részt 2013-2016-ban.    
2017-2019 között a Budapesti Metropolitan Egyetem hallgatója volt, itt szerezte mesterdiplomáját design- és művészetmenedzsment szakon.

## Tagságok
Magyar Alkotóművészek Országos Egyesülete
Magyar Képzőművészek és Iparművészek Szövetsége (Festő Szakosztály)
Aranyecset Művészeti Egyesület
Független Magyar Képzőművészeti Szalon
Fine Arts Capital Művészeti Egyesület

## Díjak és ösztöndíjak
2009. Pilisi Alkotó Egyesület Radnóti pályázat
2009. KIEM fődíj Radnóti pályázat
2009. Panton fődíj „Szépség az emberben”
2009. József Attila Művészeti Centrum – Első 100
2014. Aranyecset Művészeti Egyesület fődíj
2017. Amadeus Művészeti Alapítvány / Unilever / Ösztöndíj
2022. NKA Képzőművészet Kollégiuma pályázat / Alkotói támogatás

## Kiállításai
1992. Angyalföldi József Attila Művelődési Központ
2000. Lurdy Galéria – Zebegényi Művésztelep kiállítása
2001. Lurdy Galéria – „Új Fény” csoportos kiállítás
2003-tól Kapolcs Művészetek Völgye
2005. Jövő Háza Millenáris – Kortárs Magyar Művészeti Kiállítás
2006. Kogart pályázati kiállítás „Szépség az emberben”
2009. Radnóti pályázat kiállítása, Közösségi Ház Mezőtúr
2010. Mű-Hely Galéria, Pilisvörösvár
2014. Dunapart Galéria Budapest
2011. Kertész29 Galéria Budapest
2015. A.P.Galéria Kapolcs „Color Therapy”
2016. A.P.Galéria Kapolcs „Bennünk csendül”
2017. „Az álom és valóság”, Aranyecset Művészeti Egyesület kiállítása, Art Hotel Vienna, Bécs
2017. FMSZ Képzőművészeti Egyesület XXVI. kiállítása, Vármező Galéria, Budapest
2018. A.P. Galéria Kapolcs „Virágzások”
2018. Art Balaton, Örvényes
2019. A.P. Galéria Kapolcs „Absztrakt Metaforák”
2019. Amsterdam International Art Fair, BEURS VAN BERLAGE, Hollandia
2019. „Szimbiózis”, Műgyűjtők Háza Galéria és Aukciósház, Budapest
2020. The Royal Arts Prize2020 VII. Edition Exhibition / Royal Opera Arcade Gallery, London
2021. A.P. Galéria Kapolcs „Érzésterek”
2022. „Oblivion – Univerzális tükörképünk” (virtuális kiállítás)
2022. „Echoes”, Zámbó Műterem és Galéria, Csopak
2022. „Beginning – Kezdetek” csoportos kiállítás, Golden Duck Galéria, Budapest
2022. „Vogue | 5th Edition”  csoportos kiállítás, Boomer Gallery, London
2023. „Madrid Station Exhibition” csoportos kiállítás, Nuevos Ministerio Station, Madrid
2023. „Nowadays” csoportos kiállítás, Florence Contemporary Gallery, Firenze
2023. PARIS International Contemporary Art Fair / Van Gogh Art Gallery Madrid 
2023. Firenze Galleria Merlino VISIONARIO